# Live at Folsom Field, Boulder, Colorado
Live at Folsom Field, Boulder, Colorado es el cuarto álbum en vivo de la banda estadounidense Dave Matthews Band.  Se lo grabó en recorded in Boulder en el estadio de fútbol americano Folsom Field de la Universidad de Colorado en Boulder el 11 de julio de 2001. El sello RCA Records lo publicó el 5 de noviembre del año siguiente en disco compacto, VHS, y DVD, Fenton Williams de Filament Productions dirigió a este último (2003). Originalmente se lo tituló como Open up the Curtains, donde hizo una referencia al tema «I Did It». William Ruhlmann del sitio Allmusic le dio tres estrellas de cinco, y opinó que las interpretaciones del grupo eran «más estiradas»; mientras Tom Moon de Rolling Stone le dio la misma calificación de estrellas.

## Lista de canciones
Disco uno
1. «Don't Drink the Water» – 9:10
2. «JTR» – 6:52
  - con The Lovely Ladies
3. «When the World Ends» – 3:46
4. «So Right» – 6:15
5. «Big Eyed Fish» –  7:08
6. «Bartender» – 9:54
7. «What You Are» – 6:56
8. «Crash into Me» – 5:57
9. «Everyday» – 8:42
  - con The Lovely Ladies
10. «I Did It» – 3:44
  - con The Lovely Ladies
11. «If I Had It All» – 4:31
  - con The Lovely Ladies

Disco dos
1. "Angel" – 14:29
  - con The Lovely Ladies
2. «Warehouse» – 9:25
3. «Recently» – 4:12
4. «Digging A Ditch» – 5:33
5. «What Would You Say» – 4:53
6. «All Along the Watchtower» (Dylan) – 9:24
  - con Butch Taylor
7. «The Space Between» – 5:00
  - con The Lovely Ladies
8. «Stay (Wasting Time)» – 7:47
9. «Two Step» – 9:18
10. «Ants Marching» – 7:55

## Personal
Dave Matthews Band
- Carter Beauford – percusión, batería
- Stefan Lessard – bajo acústico
- Dave Matthews – acoustic y guitarra eléctrica, voz
- LeRoi Moore – saxófono
- Boyd Tinsley – violín eléctrico

Guests
- The Lovely Ladies – voz
  - Tawatha Agee
  - Cindy Myzell
  - Brenda White King
- Butch Taylor – keyboards

Personal técnico
- Doug Biro ....  producción ejecutiva: RCA Records
- Danny O'Bryen ....  producción
- Hugh Surratt ....  producción ejecutiva: RCA Records
- Fenton Williams ....  producción
- John Alagia ....  mezcla de estéreo
- Jeff Child ....  técnico de sonido: DMB tour crew
- Derek Featherstone ....  técnico de sonido: DMB tour crew
- Jeff Juliano ....  mezcla de estéreo
- Gary Long ....  sonido
- Lonnie Quinn ....  jefe de equipo de audio: DMB tour crew
- Larry Reed ....  sonido
- Derek Sample ....  mezcla de sonido reegrabado: Post Fix Inc.
- Stewart Whitmore ....  editor digital de sonido: Marcussen Mastering, Hollywood, CA (como Stewart Whitemore)
- Jeff Richter ....  editor supervisor
- Ed Cherney ....  mezcla de música: Capitol Studios, Los Ángeles, CA
- Steve Genewick ....  asistente de mezcla de música: Capitol Studios, Los Ángeles, CA
- Stephen Marcussen ....  masterización de música
- Doug Biro ....  dirección creativa: RCA Records
- Hugh Surratt ....  dirección creativa: RCA Records
- Chris Osterhus – edición
- Jeff Richter – edición
- Greg Rogers – edición